# Моита
Моита (фр. Moïta, корс. Moita) — коммуна во Франции, находится в регионе Корсика. Департамент коммуны — Верхняя Корсика. Административный центр кантона Моита-Верде. Округ коммуны — Корте.
Код INSEE коммуны — 2B161.

## Население
Население коммуны на 2008 год составляло 81 человек.
| 1962 | 1968 | 1975 | 1982 | 1990 | 1999 | 2008 |
| ---- | ---- | ---- | ---- | ---- | ---- | ---- |
| 215  | 231  | 200  | 164  | 121  | 76   | 81   |

## Экономика
В 2007 году среди 43 человек в трудоспособном возрасте (15—64 лет) 29 были экономически активными, 14 — неактивными (показатель активности — 67,4 %, в 1999 году было 63,2 %). Из 29 активных работали 22 человека (14 мужчин и 8 женщин), безработных было 7 (6 мужчин и 1 женщина). Среди 14 неактивных 1 человек был учеником или студентом, 5 — пенсионерами, 8 были неактивными по другим причинам.